# Heliotropium haussknechtii
Heliotropium haussknechtii är en strävbladig växtart som beskrevs av Bge. Heliotropium haussknechtii ingår i Heliotropsläktet som ingår i familjen strävbladiga växter. Inga underarter finns listade i Catalogue of Life.